# Befasy
Befasy is een plaats en gemeente in Madagaskar gelegen in het district Morondava van de regio Menabe. Er woonden bij de volkstelling in 2001 ongeveer 15.000 mensen.
In de plaats is basisonderwijs en voortgezet onderwijs voor jongeren beschikbaar. 99% van de bevolking is landbouwer. De belangrijkste gewassen zijn mais en limabonen. Verder worden er ook pinda's en rijst verbouwd. 1% van de bevolking is werkzaam in de dienstensector.